# 52589 Монтвілофф
52589 Монтвілофф (52589 Montviloff) — астероїд головного поясу, відкритий 12 серпня 1997 року.
Тіссеранів параметр щодо Юпітера — 3,554.